# Konsul honorowy

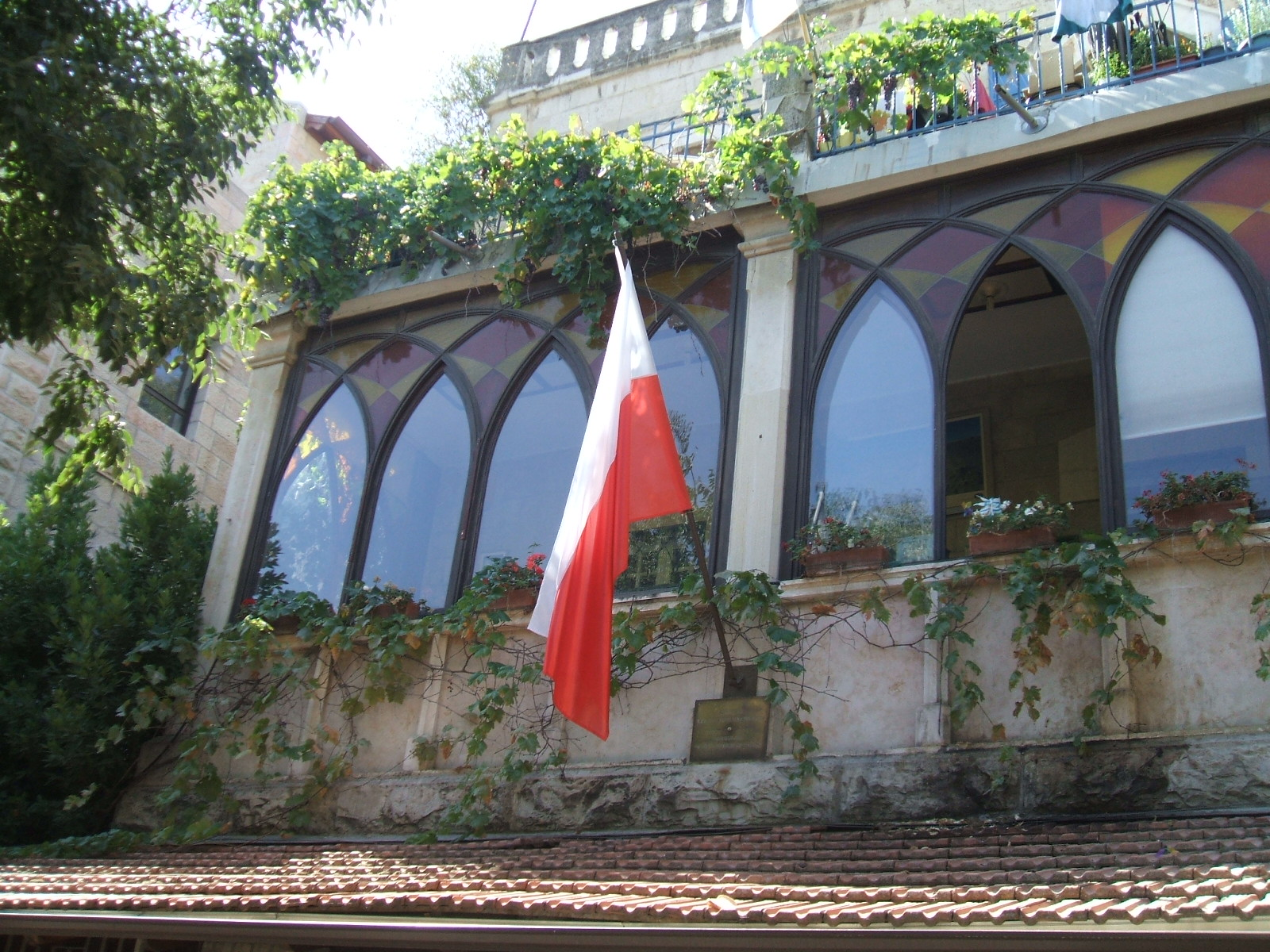
Flaga Polski na budynku polskiego konsulatu honorowego w Jerozolimie

Konsul honorowy – osoba pełniąca funkcje konsularne na rzecz określonego państwa (tzw. państwa wysyłającego) w innym państwie (państwie przyjmującym), nie pobierając za to wynagrodzenia.
Często również konsul honorowy na własny koszt musi wynająć lokal na urząd konsularny i ewentualnie opłacić personel administracyjny (np. sekretarkę). Niekiedy umowa pomiędzy państwem wysyłającym a konsulem honorowym może przewidywać pewien zwrot wydatków ponoszonych przez niego w związku z prowadzeniem konsulatu (np. koszty wynajmu, wynagrodzenia osób zatrudnionych, opłaty za elektryczność, wodę itd.).

## Kompetencje
Konsul honorowy, co do zasady, może wykonywać wszystkie te same funkcje, co konsul zawodowy, choć niekiedy faktycznie powierza się im węższy zakres obowiązków. W krajach, w których państwo wysyłające nie jest reprezentowane przez misję dyplomatyczną ani konsula zawodowego – konsul honorowy może być traktowany jak „oficjalny przedstawiciel” państwa i w takim charakterze zapraszany na uroczystości państwowe itp.
Konsulami honorowymi najczęściej zostają osoby posiadające obywatelstwo państwa przyjmującego (w przypadku konsulów zawodowych – praktycznie zawsze posiadają oni obywatelstwo państwa wysyłającego), a mające korzenie w kraju wysyłającym. Mogą to być osoby, które wyemigrowały ze swojego kraju lub mają z nim związki rodzinne. Osoby takie muszą być dobrze sytuowane oraz mieć dobrą opinię w kraju, w którym mają pełnić funkcję konsula.
W przypadku, gdy konsul honorowy jest obywatelem państwa, w którym urzęduje, jego przywileje i immunitety są bardzo ograniczone i właściwie sprowadzają się do wyłączenia możliwości pociągnięcia go przez to państwo do odpowiedzialności w związku z wykonywaniem przez niego czynności konsularnych.

## Polskie konsulaty honorowe
W 1939 r. Polska posiadała 141 urzędów kierowanych przez konsulów honorowych. Przywrócono je w 1987 r., ustanawiając pierwszy urząd w Manili.
W 2005 r. w polskiej służbie konsularnej istniało łącznie 231 konsulatów (różnej rangi, w tym także wydziały konsularne przy ambasadach i punkty konsularne), z czego 141 stanowiły konsulaty honorowe, a właściwie urzędy kierowane przez konsuli honorowych.